# Brasserie Freysz
 (août 2020).
Si vous disposez d'ouvrages ou d'articles de référence ou si vous connaissez des sites web de qualité traitant du thème abordé ici, merci de compléter l'article en donnant les références utiles à sa vérifiabilité et en les liant à la section « Notes et références ».
La brasserie Freysz est une ancienne brasserie alsacienne installée dans le quartier de Koenigshoffen à Strasbourg, dans le Bas-Rhin. Fondée en 1872, elle est fermée en 1970.

## Historique
La brasserie Freysz est fondée en 1872 à Strasbourg.
Elle s'installe dans le quartier de Koenigshoffen, au numéro 48 route des Romains, en 1894.
En 1930, la brasserie rejoint la Société des brasseries et malteries Franche-Comté - Alsace.
Sa production est d'environ 100 000 hectolitres dans les années 1950.
La brasserie Freysz est rachetée par la brasserie Prieur, également installée à Koenigshoffen, en 1967.
Elle est définitivement fermée en 1970. Les bâtiments sont démolis en 1972.